# طومار نینجا
طومار نینجا (به ژاپنی: 獣兵衛忍風帖 Jūbei Ninpūchō) یک فیلم انیمه در ژانر جیدایگکی سامورایی محصول سال ۱۹۹۳ استودیوی مدهاوس ژاپن به نویسندگی و کارگردانی یوشیاکی کاواجیری است. داستان فیلم دربارهٔ تاریخ ژاپن و نینجایی به نام کیباگامی جوبِی و ماجراجویی‌های او است. در سال ۲۰۰۳ مدهاوس یک مجموعه انیمه تلویزیونی ۱۳ قسمتی با نام طومار نینجا: سریال و به کارگردانی تاتسوئو ساتو ساخت که می‌توان آن را ادامه‌ای بر داستان فیلم طومار نینجا دانست.
گفته شده که اراده برای ساخت دنباله‌ای سینمایی برای طومار نینجا وجود دارد، اما پروژه هنوز کلید نخورده‌است.

## خلاصه داستان
داستان طومار نینجا در دوره ادو ژاپن و دربارهٔ یک شمشیرزن بدون استاد و سرگردان به نام کیباگامی جوبی است که به تنهایی سفر می‌کند و به استخدام کسانی که به او به عنوان پاداش طلا و چیزهای با ارزش می‌دهند در می‌آید. در آن زمان ژاپن در بحران به سر می‌برد و بیماری طاعون در حال نابودکردن روستاها بود و حتی خود دولت ژاپن را نیز درگیر کرده بود. جوبی نیز به‌طور غیرمستقیم درگیر برنامه یک گروه شیطانی به نام ۸ شیطان شد، که هدف آن‌ها تسخیر ژاپن بود.
هنگامی که روستای کوچکی درگیر طاعونی شدید شده بود، گروهی از نینجاها برای تحقیق به آنجا اعزام شدند، اما دریافتند که وضع به گونه دیگری است. همه آنها به جز یک نفر، توسط مردی ترسناک با قدرتی خارق‌العاده که در کمین آنها بود به قتل رسیدند. آن یک نفر زنی زیبا به نام کاگرو بود. او یک نینجای زن (کونوایچی) بود که هر کس او را لمس می‌کرد مسموم شده و جان خود را از دست می‌داد. جوبی او را از دست آن مرد نجات داد و ناخاسته درگیر برنامه گروه ۸ شیطان شد.